# ديفيد تيغ (كرة سلة)
ديفيد تيغ (بالإنجليزية: David Teague)‏ مواليد 4 يونيو 1983 في إنديانابوليس، هو لاعب كرة سلة أمريكي. بدأ مسيرته الاحترافية في سنة 2007. يبلغ طوله 6 قدم 5 بوصة (2.0 م). لعب كرة السلة الجامعية في جامعة بيردو.

## المسيرة الاحترافية
لعب مع فلامنغو لكرة السلة في موسم 2010–2011، ثم لعب مع نادي دنيبرو لكرة السلة في سنة 2012، ثم لعب مع بينارول دي مار ديل بلاتا في الدوري الأرجنتيني في موسم 2012–2013.

## روابط خارجية
- ديفيد تيغ على موقع كرة السلة الأوروبية.كوم (الإنجليزية)
- ديفيد تيغ على موقع DraftExpress.com (الإنجليزية)
- ديفيد تيغ على موقع كلية كرة السلة في سبورتس رفرنس.كوم (الإنجليزية)
- ديفيد تيغ على موقع ريلجم (الإنجليزية)
- ديفيد تيغ على موقع بروبوليرز (الإنجليزية)
- ديفيد تيغ على موقع سبورتس رفرنس (الإنجليزية)
- ديفيد تيغ على موقع سبورتس رفرنس (الإنجليزية)